# Hans Meinhardt (Manager)
Hans Meinhardt (* 14. Mai 1931 in Margaretenhaun bei Fulda; † 24. Oktober 2012) war ein deutscher Manager.

## Werdegang
Im Jahr 1951 machte Meinhardt in Fulda sein Abitur. Anschließend studierte er Wirtschaftswissenschaften in Frankfurt am Main und in Graz und schloss als Diplom-Kaufmann ab. 1957 promovierte er zum Dr. rer. pol.
Im März 1955 kam er zur Linde AG und war zunächst in der Abteilung Konzernrevision tätig. Von 1980 bis 1997 war er Vorstandsvorsitzender des Unternehmens und anschließend von 1997 bis Mai 2003 Aufsichtsratsvorsitzender. Von 1979 bis 1995 war er ebenfalls Mitglied des Aufsichtsrates der BMW AG und von 1993 bis 2002 Vorsitzender des Stiftungsrates der Gustav und Grete-Schickedanz-Stiftung.

## Ehrungen
- Bayerischer Verdienstorden